# Liptako

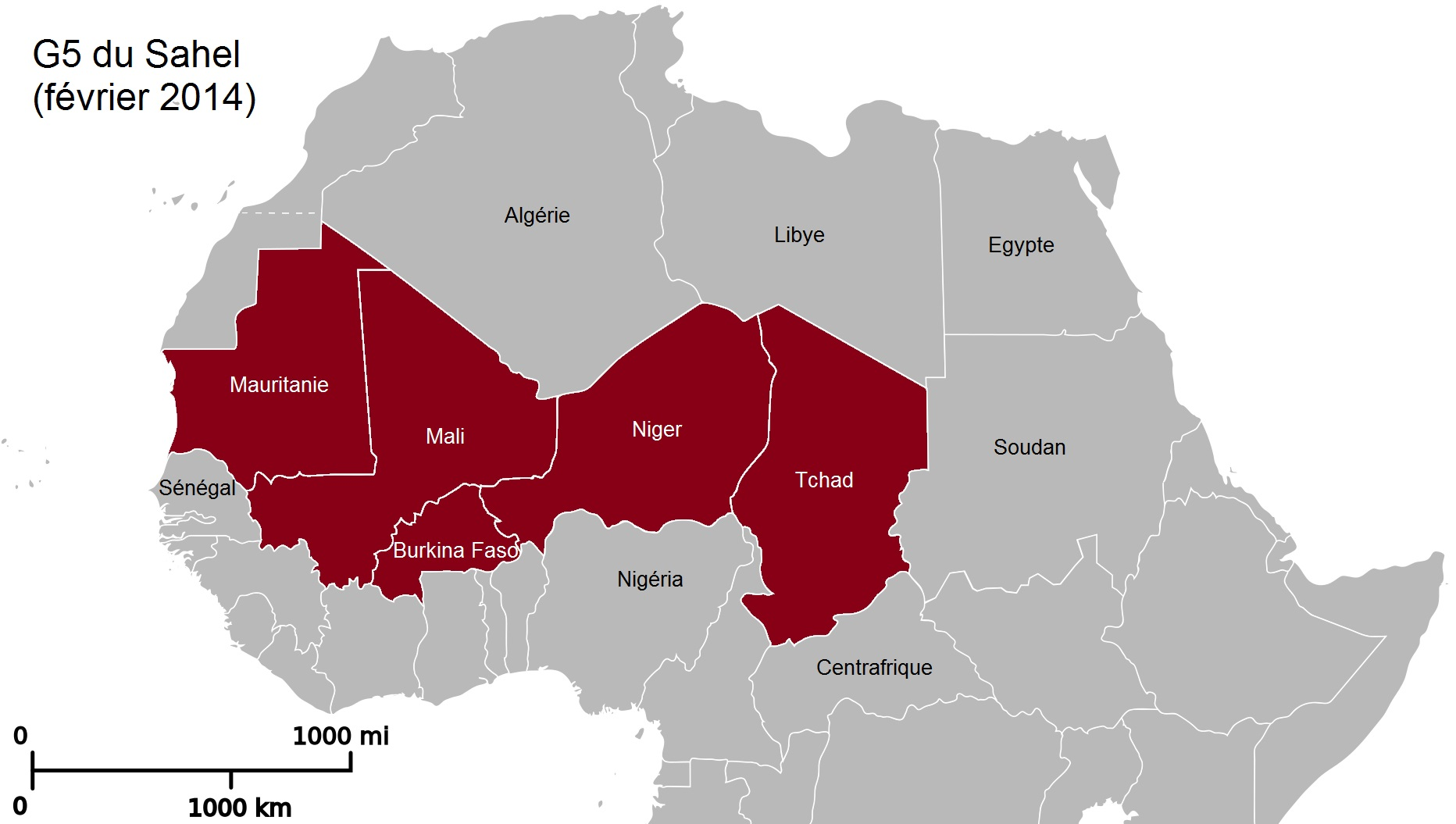
De regio Liptako ligt in het grensgebied van Burkina Faso, Niger en Mali.

Liptako is een heuvelachtige regio in West-Afrika, gelegen in het oosten van Burkina Faso, het zuidwesten van Niger, en het zuidoosten van Mali. Het huidige Liptako valt voor het grootste deel in 10 tot 19 provincies van Burkina Faso, samen met de Nigerese departementen Téra en Say, en een klein deel van Mali. 
Het is een heuvelachtig en deels dunbevolkt gebied. De bevolking bestaat uit de seminomadische Fulbe, de Gurma (of Gourmantché, vandaar de eveneens gangbare streekbenaming Liptako-Gourma), de Mossi en de Songhai. De belangrijkste plaatsen zijn Diagourou en Téra in Niger, en Dori, Koala en Arbinda in Burkina Faso.

## Emiraat Liptako
De naam “Liptako” vindt zijn historische oorsprong in het Emiraat van Liptako dat in 1809-1810 in het noordoosten van het huidige Burkina Faso gesticht werd door het Fulbe-volk uit Massina of Gourma, die zich rond de 17e eeuw in de regio vestigden. Het omvat het huidige Burkinese departement Dori in de provincie Séno. Stichter en eerste heerser van het emiraat was Ibrahim Sayfu (ook wel Brahima Seydou Birmali genoemd). 

## Militaire operaties
De Liptako-Gourma-streek behoort tot de onrustige regio Sahel, waar gewapende groepen actief zijn. De streek is sedert 2020 het toneel van de Operatie Takuba, een militaire campagne tegen terreurgroepen die de G5 Sahel-landen voeren onder leiding van Frankrijk. De aanverwante Operatie Barkhane, hoofdzakelijk in Mali, wordt begin 2022 afgebouwd.